# Klaus Scherrer
Klaus Scherrer, né le 10 décembre 1931 à Schaffhouse, est un biologiste français de nationalité suisse. Directeur de recherche émérite au CNRS, membre de l’academia Europaea et de l’académie brésilienne des sciences, il est Professeur honoris causa de l'Université de Brasilia.

## Biographie
Ancien élève de l'école polytechnique fédérale de Zurich (EPFZ), il est titulaire d’un doctorat en biochimie. Collaborateur du laboratoire de James Darnell  au MIT, il a découvert en 1962 l'existence des ARN géants des types ribosomique et messager dans les cellules animales, et observe le découpage des ARN pré-ribosomiques (pré-ARNr) en ARNr fonctionnels. Ceci marque la découverte d'un processus fondamental de la cellule produisant des ARN précurseurs qui doivent être métabolisés afin d'en extraire les informations exprimées. Avec Sheldon Pelnman, il a confirmé la présence des ARN messagers (ARNm) dans les Polyribosomes.
En 1963, Il rejoint François Gros à l’institut Pasteur, puis à l'Institut de biologie physico-chimique (IBPC) à Paris avant de fonder à Lausanne, en 1967 le laboratoire de biologie moléculaire de l’Institut Suisse de Recherches Expérimentales sur le Cancer (ISREC).
À l'IBPC, il étudie le découpage des ARN géants de type messager sur des cellules en différenciation (Erythroblastes aviaires) et formule l'hypothèse des ARN pré-messagers (pré-ARNm) par analogie aux pre-ARNr .
À l'ISREC, il continue l'étude des pré-ARNr et pré-ARNm et étend ses recherches vers les complexes Ribo-Nucléo-Protéiques (RNP) de type pré-ARNm et ARNm fonctionnel (RNPm). Il découvre dans ces derniers, avec Nicole Granboulan, les prosomes , un complexe "20S" (poids mol. d'environ 720.000) composés de 28 sous-unités protéiques en mosaïques variables, associés aux RNPm réprimés du cytoplasme aussi bien qu'aux pré-RNPm et à la chromatine nucléaire. Ces particules 20S furent aussi identifiées plus tard par d'autres chercheurs  comme cœur catalytique des proteasomes 26S, où ils sont associés à des modules 19S, régulateurs de l'activité enzymatique dans le cadre du système protéolytique lié à l'Ubiquitine.
De retour en France, il est nommé directeur de Recherche au CNRS et travaille à l'Institut Jacques Monod où il développe de 1973 à 2001 l'analyse des transcrits primaires (pré-ARNm) et de leur métabolisme en ARN messagers fonctionnels dans les polyribosomes. Il étudie par ailleurs les prosomes en tant que modules régulateurs associés aux pré-ARNm et aux ARNm au niveau de la chromatine et du cytosquelette et développe un diagnostic clinique basé sur ce système dans le cadre de la "start up" ProSoma SARL.
Sur le plan théorique, Klaus Scherrer a formulé l’hypothèse de la Régulation en Cascade qui représente une tentative d’intégrer dans un seul cadre schématique les exigences théoriques et les observations expérimentales concernant la régulation de la synthèse protéique chez les cellules eucaryotes. Il propose, en collaboration avec le mathématicien Jürgen Jost, une analyse de l'expression des gènes basée sur la théorie de l'information. Ses recherches sur l'ADN génomique aboutissent au premier modèle de l'organisation tri-dimensionnelle de l'ADN génomique qui propose, pour la première fois, une interprétation en termes de fonction architecturale des 98 ‰ des ADN non codants.
Les observations originales publiées par le laboratoire Scherrer furent obtenues tôt, avant l'avénement des techniques de clonage, de séquençage et manipulation de l'ADN. Ceci fut possible grâce aux méthodes de biochimie et de biologie moléculaire appliquées aux limites techniques et une rigueur expérimentale pas facile à reproduire. En leur temps, ces résultats et interprétations furent donc mis en doute ; pourtant, depuis 2005 environ, les méthodes post-génomiques modernes ont confirmé ("ENCODE, High-C, analyse 3D-DNA") ces observations précoces. L'ADN eucaryote étant transcrit à 90%, les transcrits primaires de 10-50.000 nucléotides et leur métabolisme sont devenus le paradigme de base de l'expression et de la régulation de l'information génomique.
En 1972, Klaus Scherrer a fondé la série des "Arolla EMBO workshops" qui continue de nos jours. Klaus Scherrer a par ailleurs traduit en allemand (en collaboration avec Jutta Scherrer) La logique du vivant de François Jacob.